# George P. Murdock
George Peter Murdock (* 11. Mai 1897 in Meriden, Connecticut; † 29. März 1985 in Devon, Pennsylvania) war ein US-amerikanischer Ethnologe. Er gilt als bedeutender Vertreter der vergleichenden Ethnologie, Ethnographie und Anthropologie. Murdock ist bekannt für seine empirische Herangehensweise und seine Untersuchung von Familien- und Verwandtschaftssystemen in verschiedenen Kulturen.

## Leben
George Peter Murdock besuchte die Phillips Academy und die Yale University, wo er 1919 seinen Bachelor of Arts in Geschichtswissenschaft machte. Anschließend begann er ein Jurastudium an der Harvard University, das er aber im zweiten Studienjahr abbrach. Nachdem er über ein Jahr mit Reisen verbracht hatte, entschloss er sich, in Yale unter Albert Galloway Keller Anthropologie und Soziologie zu studieren. 1925 erhielt er seinen Ph.D.

## Akademische Karriere
Murdock kehrte 1928 als Assistant Professor nach Yale zurück, nachdem er an der University of Maryland zwei Jahre Soziologie und Anthropologie gelehrt hatte. 1938 wurde er zum Vorsitzenden des Fachbereichs für Anthropologie an der Yale University. 1939 erhielt er eine ordentliche Professur. Von 1946 bis 1948 war Murdock Präsident der Society for Applied Anthropology, an deren Gründung er beteiligt war.
1951 wurde er als Mitglied der American Academy of Arts and Sciences gewählt. Er akzeptierte 1960 einen Ruf als Andrew Mellon Professor of social anthropology an die University of Pittsburgh. Dort gründete er 1962 zusammen mit Kollegen die wissenschaftliche Fachzeitschrift Ethnology.
1964 wurde er als Mitglied der National Academy of Sciences gewählt.

## Beiträge zur Methode des interkulturellen Vergleichs
Murdock hat die Methode des interkulturellen Vergleichs weiterentwickelt. Er suchte nach statistisch überprüfbaren Verallgemeinerungen, die einen weltweiten Kulturvergleich erlaubten.
Um die nötige Datengrundlage für derartige Forschung zu schaffen, hat Murdock 1937 die Human Relations Area Files gegründet – eine systematisch aufbereitete Sammlung vergleichbarer ethnographischer Daten sowie des dazugehörigen verschlagworteten Quellenmaterials.
Die Sammlung machte deutlich, dass ethnographische Daten erheblich Lücken und qualitative Mängel aufwiesen. Murdock selbst förderte in der Folge ethnologische Forschung, um die Datenlage zu verbessern.
Ein zentrales Ziel Murdocks war es, eine, für den weltweiten Kulturvergleich nötige, einheitliche Terminologie zu schaffen. Seine Arbeit trug dazu bei, Konzepte und Begriffe insbesondere in der Verwandtschaftsethnologie zu klären. Selbst George P. Murdocks anspruchsvolle Klassifikationsversuche, die das Konzept der Kultur als Oberbegriff für die Klassifikation von Gesellschaften nutzen, konnten das grundlegende Problem der Abgrenzung soziokultureller Untersuchungseinheiten nicht lösen. Murdocks bekanntestes Werk, der Ethnographic Atlas, ist eine Kultur-übergreifende Datenbank, in der er 1267 Datensätze 200 von Murdock definierten „Kulturprovinzen“ zuordnet. Das Fehlen einer präzisen Definition führt dazu, dass eine breite Vielfalt soziokultureller Einheiten erfasst wird, was die Vergleichbarkeit einschränkt.

## Trivia
Murdock war ein begeisterter Tennisspieler. 1993 wurde er in die Hall of Fame seiner Heimatstadt Meriden aufgenommen.

## Werke (Auswahl)
- The evolution of culture (1931)
- Our primitive contemporaries (1934)
- Social Structure (1949)
- Africa: its peoples and their culture history (1959)
- Ethnographic Atlas (1967)
- Outline of world cultures (1975)